# Гловацкий, Януш
Януш Анджей Глова́цкий (пол. Janusz Andrzej Głowacki, 13 сентября 1938, Познань, Польша — 19 августа 2017) — польский писатель и драматург, автор многочисленных сатирических произведений.
Работал сценаристом. Написал сценарии к фильмам А. Вайды «Охота на мух» (1969) и М. Пивовского «Рейс» (1970).
С 1981 года жил в США.
В романе «Последний сторож» в образе главного героя, гениального дизайнера Дж. Дж. Кейна, сатирически изобразил воплощение так называемой «американской мечты». Роман «Good night, Джези» написан по мотивам биографии Ежи Косински, в 2013 году этот роман номинировался на премию имени Яна Михальски.

## Основные произведения

### Романы
- «Мощь рушится» (пол. Moc truchleje, 1981)
- «Последний сторож» (пол. Ostatni cieć, 2001)
- «Из головы» (пол. Z głowy, 2004)
- «Как быть любимым» (пол. Jak być kochanym, 2005)
- «Good night, Джези» (пол. Good night, Dżerzi, 2010)

### Сборники рассказов и фельетонов
- «Водоворот абсурда» (пол. Wirówka nonsensu, 1968)
- «Новый танец ля-ба-да» (пол. Nowy taniec la-ba-da i inne opowiadania, 1970)
- «Ночью хуже видно» (пол. W nocy gorzej widać, 1972)
- «Рай и рапорт Пилата» (пол. Paradis & Raport Piłata, 1973)
- «Охота на мух и другие рассказы» (пол. Polowanie na muchy i inne opowiadania, 1974)
- «Возвращение графа Монте-Кристо» (пол. Powrót Hrabiego Monte Christo, 1975)

### Пьесы
- «Наказанное прелюбодеяние» (пол. Cudzołóstwo ukarane, 1972)
- «Матч» (пол. Mecz, 1976)
- «Замарашка» (пол. Kopciuch, 1979)
- «Охота на тараканов» (пол. Polowanie na karaluchy, 1986)
- «Фортинбрас спился» (пол. Fortynbras się upił, 1990)
- «Антигона в Нью-Йорке» (пол. Antygona w Nowym Jorku, 1992)
- «На пятой авеню» (пол. , 1999)
- «Четвёртая сестра» (пол. Czwarta siostra, 2002)

### Публикации на русском языке
- Последний сторож. — М.: Иностранка, 2004. Переводчик: Ирина Подчищаева.
- Из головы. — М.: Новое литературное обозрение, 2008. Переводчик: Ирина Подчищаева.
- Good Night, Джези. — М.: Новое литературное обозрение, 2013. Переводчик Ксения Старосельская.

## Фильмография
Является автором или со-автором с дюжину фильмов, в том числе:
- 1969 — «Охота на мух» (пол. Polowanie na muchy) — польская сатирическая кинокомедия режиссёра Анджея Вайды.
- 1970 — «Рейс» (пол. Rejs) — польский комедийный фильм режиссёра Марека Пивовского.
- 1998 — «Билборд» (пол. Billboard) — польский триллер режиссёра Лукашаа Заджинскиго.